# Martin Havik
Pour les articles homonymes, voir Havik (patronyme).
Martin Havik (né le 15 décembre 1955 à De Koog) est un coureur cycliste néerlandais. Professionnel de 1977 à 1984, il a été médaillé de bronze du championnat du monde de demi-fond en 1983.

## Palmarès sur route

### Palmarès amateur
- 1974
  -  Champion des Pays-Bas sur route juniors
- 1976
  - 3e du Tour de la province de Liège
- 1977
  - 1re étape du Tour de Basse-Saxe
  - Omloop van de Braakman
  - 2e de Liège-Celles
  - 2e du championnat des Pays-Bas sur route amateurs
  - 3e du Tour de Basse-Saxe

### Palmarès professionnel
- 1978
  - 2e du Grand Prix de l'Escaut
  - 3e du Circuit Mandel-Lys-Escaut
- 1979
  - 3e étape des Quatre Jours de Dunkerque
  - Kessel-Lierre
  - 2e du Prix de Saint-Amands
  - 3e de Paris-Bruxelles
  - 7e du Grand Prix de Fourmies
- 1981
  - 2e étape du Tour d'Andalousie
  - 3e du Tour d'Andalousie

## Résultats sur les grands tours

### Tour d'Italie
1 participation 
- 1984 : 129e

### Tour d'Espagne
2 participations
- 1980 : hors délais (15e étape)
- 1984 : abandon (11e étape)

## Palmarès sur piste

### Championnats du monde
- Zurich 1983
  -  Médaillé de bronze du demi-fond

### Championnats des Pays-Bas
- 1982
  - 3e du demi-fond